# Dicranella infuscata
Dicranella infuscata là một loài rêu trong họ Dicranaceae. Loài này được Thwaites & Mitt. mô tả khoa học đầu tiên năm 1873.